# Günter Renner
Günter Renner (* 24. April 1939 in Schmottseiffen; † 19. August 2005 in Melsungen) war ein deutscher Jurist, Hochschullehrer und Vorsitzender Richter am Hessischen Verwaltungsgerichtshof.

## Werdegang
Renner studierte Rechtswissenschaften an der Goethe-Universität Frankfurt am Main und der Freien Universität Berlin, wo er 1965 und 1968 auch die beiden juristischen Staatsexamina ablegte. Seine Stationen als Richter führten ihn über das Landgericht Frankfurt am Main und Zeiten als wissenschaftlicher Mitarbeiter am Bundesverwaltungsgericht und Bundesverfassungsgericht schließlich an den Hessischen Verwaltungsgerichtshof, wo er 1981 seinen Richterdienst antrat. Im August 1987 übernahm die Stelle eines Vorsitzenden Richters, die er bis zu seinem Ausscheiden innehatte.
Nach seiner späten Promotion im Jahre 1997 übernahm er einen Lehrauftrag an der Universität Marburg und wurde dort im Jahre 2003 zum Honorarprofessor ernannt.
Vor seinem richterlichen Ruhestand gründete er 2003 das ausländerrechtliche Fachportal migrationsrecht.net, wo er auch seine letzten Werke in Form von E-Books veröffentlichte.

## Veröffentlichungen (Auswahl)
- Kanein/Renner, Ausländerrecht, Kommentar, seit der 4. Aufl., 1988, C. H. Beck, München
- Hailbronner/Renner, Staatsangehörigkeitsrecht, Kommentar, seit der 1. Aufl., 1991, C. H. Beck, München
- Einreise und Aufenthalt von Ausländern nach dem in Deutschland geltenden Recht, 1996, Diss. Regensburg
- Renner, Schutz von Ehe und Familie bei Zuwanderern, E-Book 2004, bei migrationsrecht.net
- Renner, Zuwanderungsgesetz 2005 – Was ist neu? Was bleibt?, E-Book 2004, bei migrationsrecht.net

Quelle: